# La alternativa del escorpión
La alternativa del escorpión fue una serie de televisión colombiana emitida en 1992 producida por Cinevisión protagonizada por Juan Ángel, Ana María Martin, Humberto Dorado, Diego León Hoyos, Mariela Rivas y Sandra Eichler, y creada por Mauricio Miranda y Mauricio Navas Talero.

## Sinopsis
El seriado relata las intimidades de un noticiero, en el que todos sus empleados tienen secretos ocultos y donde se desencadenan todo tipo de pasiones, traiciones, amores y tragedias.

## Reparto
- Juan Ángel
- Ana María Martin
- Humberto Dorado
- Diego León Hoyos
- Mariela Rivas
- Diego Álvarez
- Alberto León Jaramillo
- Martha Liliana Ruiz
- Álvaro Bayona
- Luis Mesa[7]
- Daniel Rocha
- Mara Echeverry
- María Eugenia González
- Sandra Eichler
- Paola Charry Ángel